# تگ (آرکانزاس)
تگ (به انگلیسی: Tag) یک منطقهٔ مسکونی در ایالات متحده آمریکا است که در شهرستان پوپ، آرکانزاس واقع شده‌است. تگ ۱۷۰٫۰۸ متر بالاتر از سطح دریا قرار دارد.